# 윌리엄스버그 다리

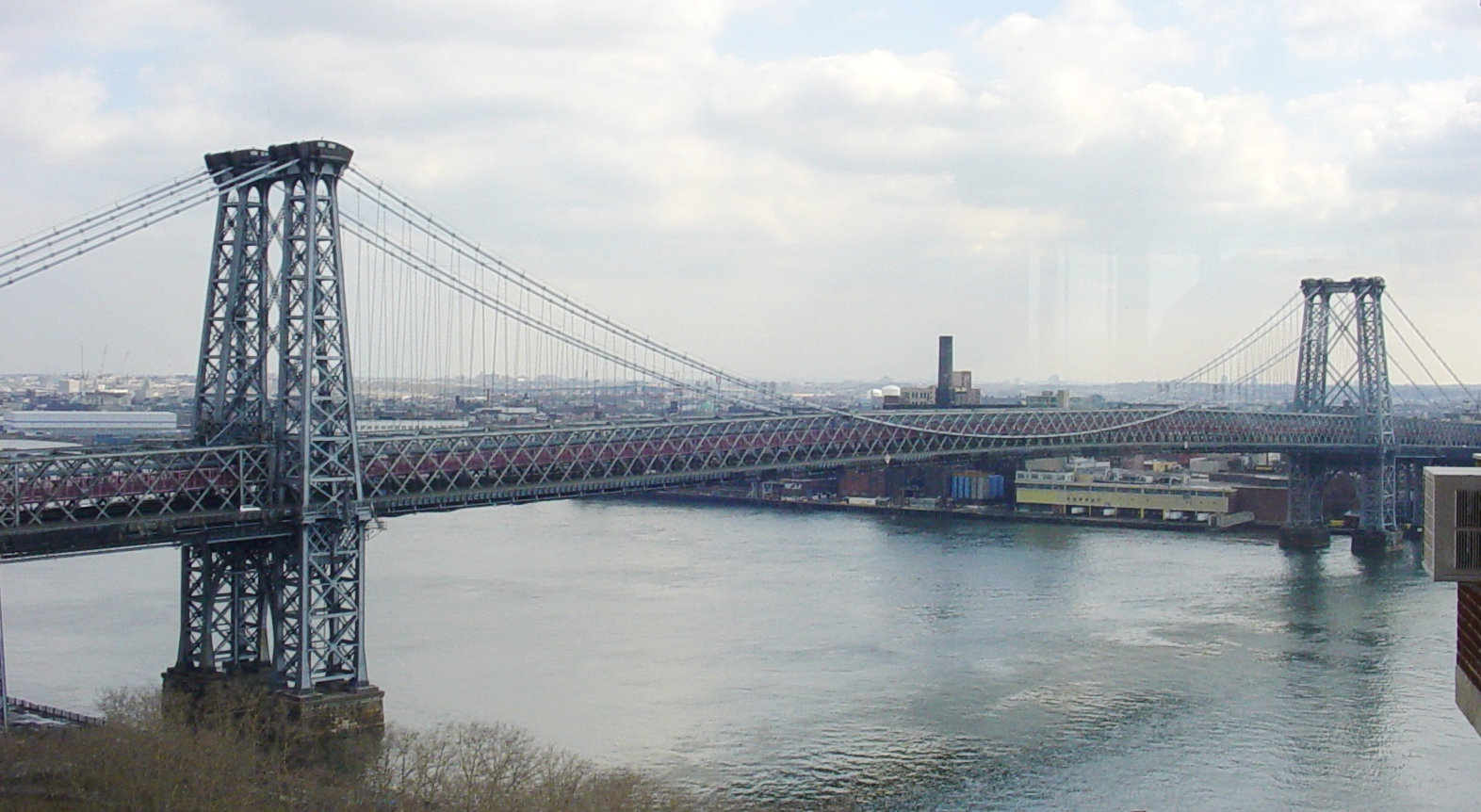
윌리엄스버그 다리

윌리엄스버그 다리(Williamsburg Bridge)는 뉴욕 이스트 강에 위에 위치한 다리로, 맨해튼 동부와 브루클린 지역을 맺는다.

## 같이 보기
- 가장 긴 현수교 목록